# Bessancourt
 Bessancourt  es una población y comuna francesa, en la región de Isla de Francia, departamento de Valle del Oise, en el distrito de Pontoise y cantón de Taverny.

## Demografía
| 2847 | 3781 | 5978 | 5758 | 6429 | 6999 |
| Para los censos de 1962 a 1999 la población legal corresponde a la población sin duplicidades (Fuente: INSEE [Consultar]) |      |      |      |      |      |